# Ixothraupis
Ixothraupis és un gènere d'ocells de la família dels tràupids (Thraupidae).

## Taxonomia
Segons la Classificació del Congrés Ornitològic Internacional (versió 14.2, 2024) aquest gènere està format per cinc espècies:
- Tàngara tacada (Ixothraupis varia Müller, PLS, 1776)
- Tàngara gorja-rogenca (Ixothraupis rufigula Bonaparte, 1851)
- Tàngara pigallada (Ixothraupis punctata Linnaeus, 1766)
- Tàngara pintada (Ixothraupis guttata Cabanis, 1851)
- Tàngara ventregroga (Ixothraupis xanthogastra Scalter, PL, 1851)